# Mount Popomanaseu
Mount Popomanaseu är ett 2 335 meter högt berg på ön Guadalcanal i Salomonöarna och landets högsta punkt. Det är den högsta punkten i södra Stilla havet undanräknat Nya Guinea med satellitöar. Österut i södra Stilla havet finns det inget högre berg innan man kommer till Anderna i Sydamerika. Toppen är en sadelplatå och är kulturellt viktig för urbefolkningen samt en viktig livsmiljö för många endemiska arter på Guadalcanal.